# Mårten Svensson (silversmed)
Mårten Svensson var en svensk silversmed från Salberget verksam under andra halvan av 1600-talet.
Han var son till Sven Persson. Svensson finns omnämnd som mästare i Sala under ämbetet i Arboga 1653–1664. Man har förmodat att han är identisk med guldsmedsmästaren Svensson som 1653 respektive 1654 fick två dryckeskannor stämplade i Sala. Kannornas liv är dekorerade med graverade ovala bildfält med framställningar av fritt sammansatta figurer och scener ur sachsaren Georgius Agricolas De re metallica kannornas motiv visar gruvarbete, stampning, vaskning, en slagruteman och är uppenbarligen avsedda att syfta på Sala silverbergverk. Mellanrummen mellan bildfälten är utfyllda av masker och bladverk i den mest avancerade barockstil som utförts på silverarbeten i Sverige. ´